# Jenins
Jenins (toponimo tedesco; in romancio Gianin) è un comune svizzero di 895 abitanti del Canton Grigioni, nella regione Landquart.

## Storia
Il comune di Jenins è stato istituito nel 1803.

## Monumenti e luoghi d'interesse
- Chiesa riformata (già chiesa cattolica di San Maurizio), attestata dal 1209[1];
- Rovine del castello di Neu-Aspermont[1].

## Società

### Evoluzione demografica
L'evoluzione demografica è riportata nella seguente tabella:
Abitanti censiti

## Amministrazione
Ogni famiglia originaria del luogo fa parte del comune patriziale e ha la responsabilità della manutenzione di ogni bene ricadente all'interno dei confini del comune.